# Гідравлічний віджим
Гідравлічний віджим (рос.гидравлический отжим, англ. hydraulic face slip, hydraulic slip of working face, нім. hydraulisches Abpressen) — у гірничій справі — спосіб попередження раптових викидів вугілля та газу, оснований на нагнітанні води під тиском у вугільний пласт через свердловини, що призводить до розпушування і віджимання привибійної частини масиву.